# پوست (فیلم ۲۰۰۸)
پوست (انگلیسی: Skin) فیلمی در ژانر زندگینامه‌ای است که در سال ۲۰۰۸ منتشر شد. از بازیگران آن می‌توان به سوفی اوکوندو، سام نیل و الیس کریج اشاره کرد.